# Patrizia Cassard
Patrizia Cassard (31 maggio 1969) è un'ex atleta italiana, conosciuta per le sue prestazioni nel campo dell'atletica leggera. Ha rappresentato l'Italia in numerosi eventi internazionali.

## Biografia
Patrizia Cassard è nata in provincia di Torino il 31 maggio 1969.

## Campionati nazionali
1987
- Oro ai Campionati nazionali italiani, staffetta 4×400 metri - 3' 38" 43

1995
- Oro ai Campionati nazionali italiani, 1500 metri piani femminili - 4' 20" 56